# Rhytidoponera kirghizorum
Rhytidoponera kirghizorum är en myrart som beskrevs av Gennady M. Dlussky 1981. Rhytidoponera kirghizorum ingår i släktet Rhytidoponera och familjen myror. Inga underarter finns listade i Catalogue of Life.